# Exèrcit

Països per nombre de soldats actius (2009)

L'exèrcit (llatí exercitus, 'exercici', i després 'exercici militar') és un grup d'individus armats i organitzats destinats a fer la guerra o altres tasques de caràcter bèl·lic, generalment al servei d'un estat. La funció principal de l'exèrcit sol ser la defensa directa del territori de l'Estat que serveix, i en alguns casos la intervenció a l'exterior. Quan l'exèrcit d'un país es considera de manera conjunta amb la policia del mateix territori, el conjunt es coneix com a forces armades.

## Etimologia i definicions

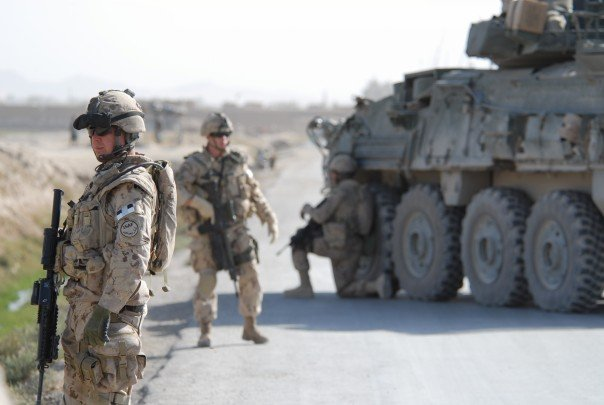
Soldats de the Canadian Grenadier Guards a la província de Kandahar de l'Afganistan

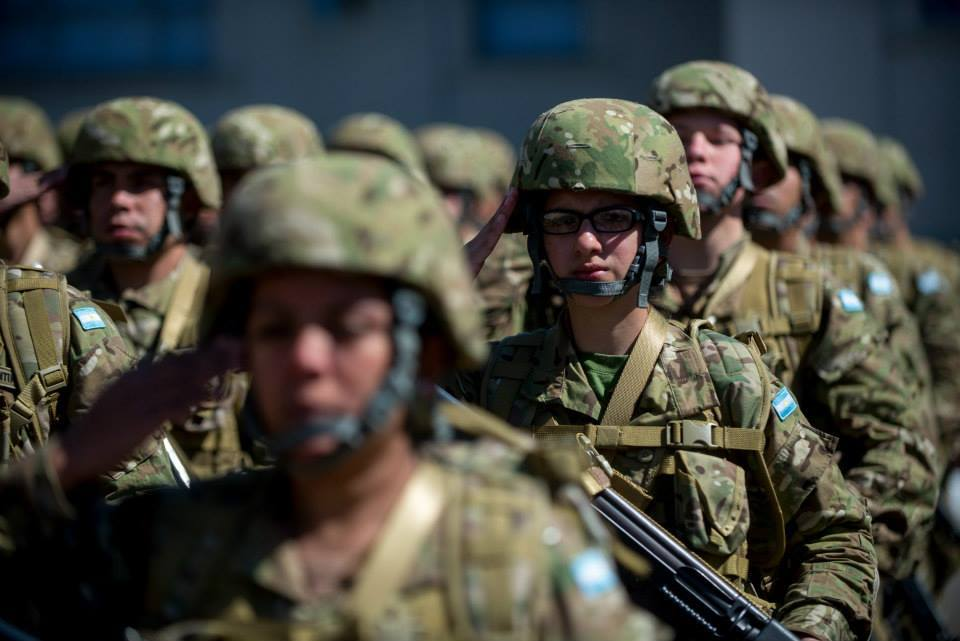
Soldats de l'Exèrcit Argentí en formació

Incertesa: Possiblement relacionat amb Mil, cf. arrel llatina i romànica de la paraula "mil-")
El primer ús registrat de la paraula militar en anglès, escrit militarie, va ser el 1585. Prové del llatí militaris (del llatí miles, que significa "soldat") a través del francès, però és d'etimologia incerta, com a proposta *mil-it- – entrant en un cos o en una massa. La paraula s'identifica ara com denotar algú que és expert en l'ús de les armes, o que es dedica al servei militar o a la guerra.

## Divisions
Tradicionalment, l'exèrcit s'ha dividit en tres branques: l'exèrcit de terra, l'armada (component naval) i l'exèrcit de l'aire.
Tot i així, cada un dels exèrcits sol tenir petits components dels altres. Alguns cossos, com la infanteria de marina, combinen elements dels tres exèrcits, mentre que altres, per raons estratègiques, se situen a part de qualsevol de les tres grans branques de les forces armades i sota control directe del ministre de Defensa o del cap d'Estat, com la defensa antiaèria a l'antiga URSS o algunes guàrdies reials o presidencials en diferents estats.
Tradicionalment la pertinença a un cos o arma venia indicada a l'uniforme pel color contrastant de coll, solapes, bocamànigues, etc. En la segona meitat del segle xix aquest sistema fou simplificat en vius de color, o, alternativament, per aplicacions de coll. Des d'inicis del segle XX predomina el sistema més simple d'indicar-ho mitjançant emblemes.

## Component humà

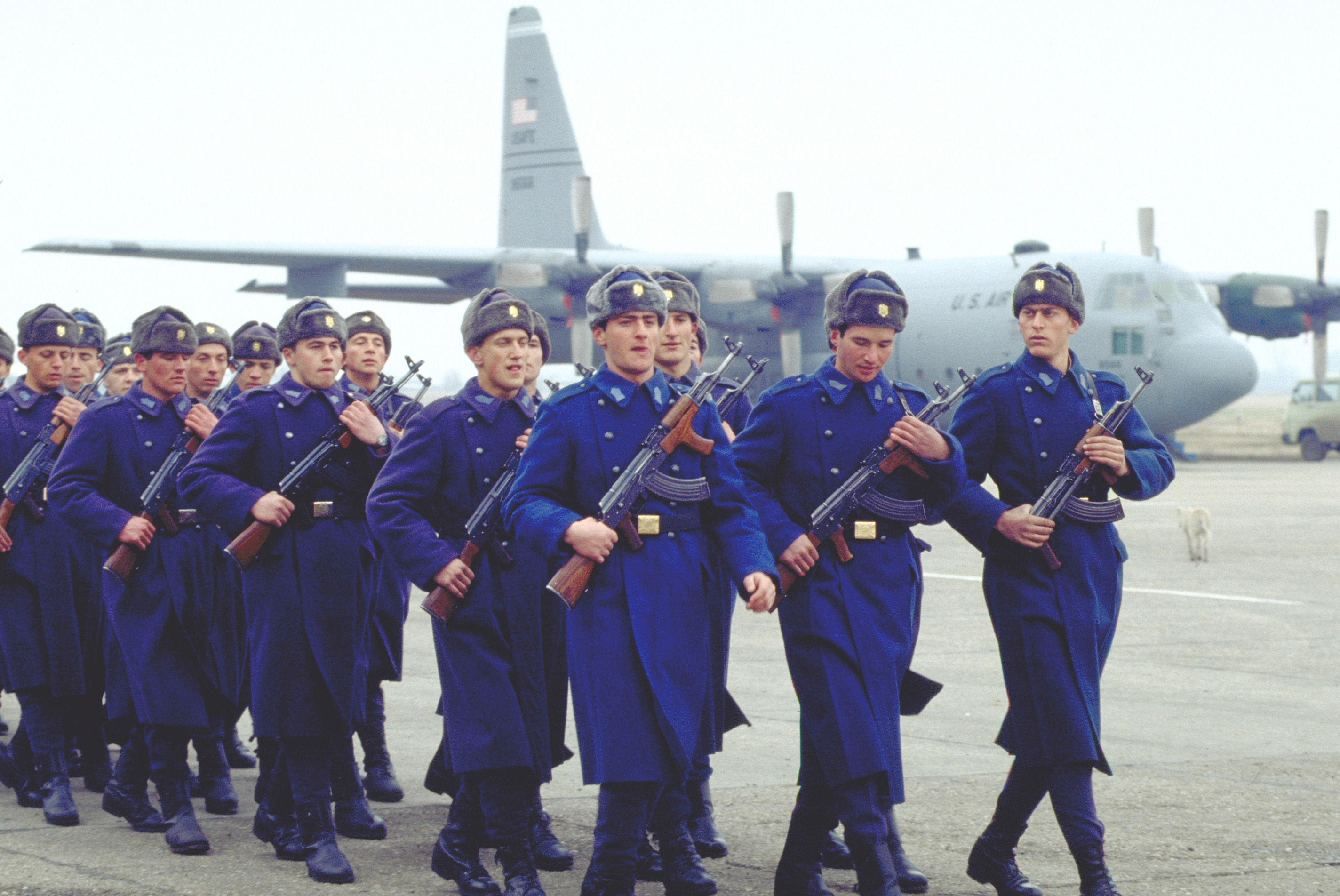
Soldats romanesos fent el servei militar obligatori.

Segons les circumstàncies històriques i l'entorn cultural i social, cada estat organitza el component humà de les seves forces armades, i entre elles l'exèrcit, de diferent forma:
- Servei militar obligatori
- Exèrcit professional
- Reclutament mixt
- Milícia permanent

En la majoria d'estats es compon a partir dels ciutadans que són allistats a base d'un servei militar obligatori de diferent durada; tanmateix, en la majoria dels estats occidentals la participació en l'exèrcit és voluntària, actualment. En molts estats on vigeix, el servei militar obligatori pot ser substituït per un servei civil per raons de consciència.
Els exèrcits tenen una estructura jeràrquica estricta, basada en unitats militars sota un comandament. El comandant suprem sol ser el cap de l'Estat o la persona en qui delegui; a partir d'allà els comandaments són responsables d'unitats d'entitat cada vegada menor, i amb menor nombre de persones.
Els militars professionals es formen en diferents acadèmies militars; se'n surt amb el grau de sotstinent o equivalent, en cas de tractar-se d'una acadèmia d'oficials, o de caporal en cas que es tracti d'una acadèmia de sotsoficials. Les acadèmies navals militars generalment inclouen un periple en un vaixell escola, i se'n surt amb la graduació d'alferes de navili o guardiamarina.

## Història

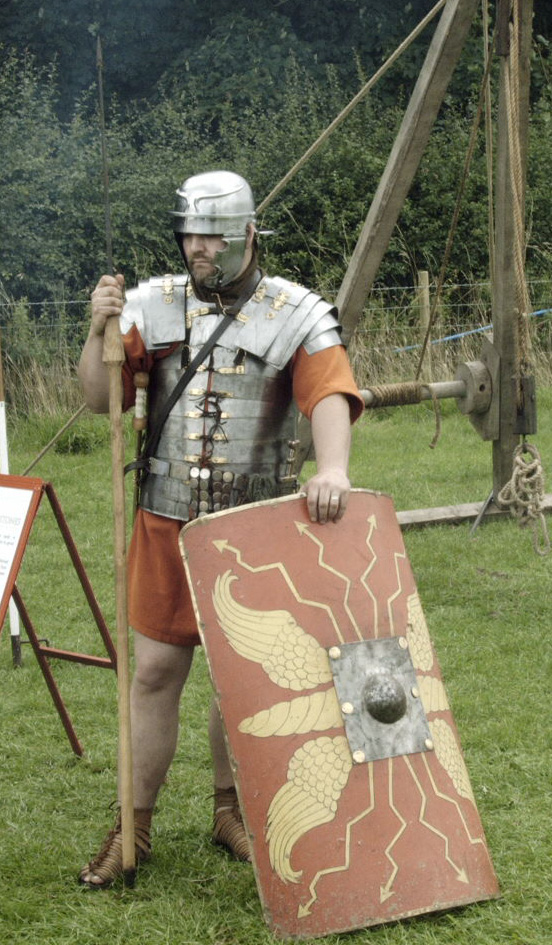
Recreació de l'aspecte d'un legionari romà amb pílum, lorica i escut (s. II).

El primer exèrcit professional estable fou l'exèrcit romà, que es va constituir a l'antiga Roma; fins aquell moment, els exèrcits eren inestables, es formaven per a campanyes particulars, i no hi havia militars professionals, sinó persones reclutades voluntàriament o per força, que després del final de la campanya eren retingudes o eren deixades anar.

## Unitats
L'exèrcit s'articula operativament en una estructura jeràrquica d'unitats militars. Per exemple, hi ha unitats com els regiments que s'agrupen en brigades, i aquestes en divisions, i així successivament. Les unitats poden pertànyer a una arma, cos o servei, i així hi ha unitats d'infanteria, d'artilleria, de sanitat, etc.; també hi ha unitats que combinen diverses armes.
Cada unitat, almenys d'una certa envergadura (per exemple, de regiment en amunt), compta amb emblema propi; generalment els membres de la unitat duen aquest emblema a la part superior del braç.

## Tecnologia

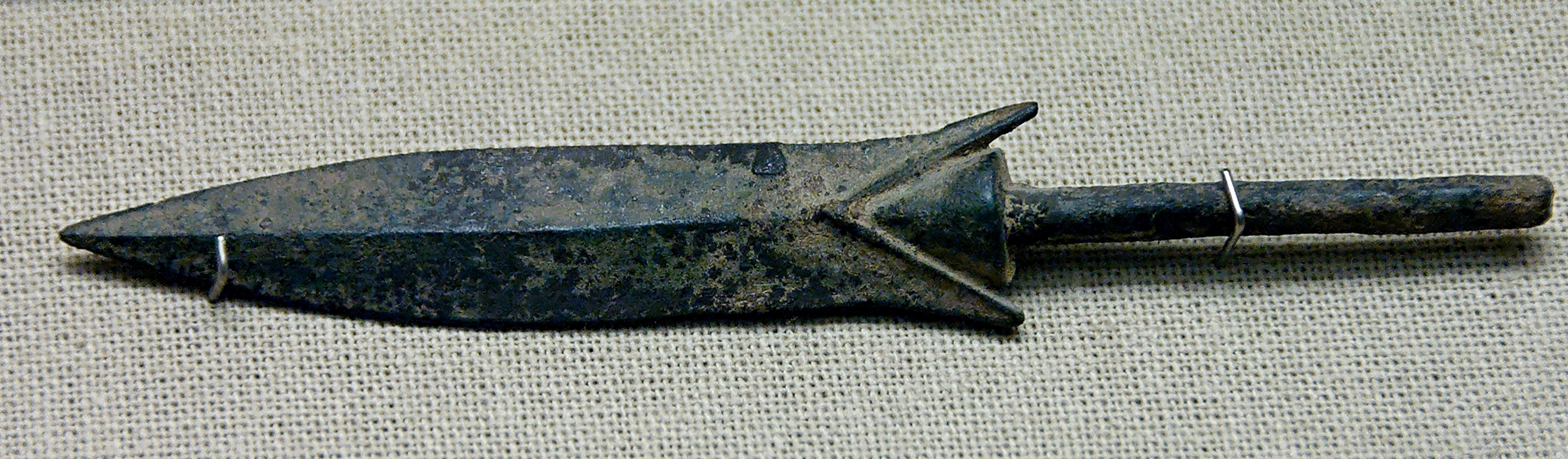
Punta de fletxa de bronze,, trobada a Olint (Grècia).

Com qualsevol altra professió, des de temps antics els soldats s'han distingit de la resta de membres de la seva societat per les eines, les armes i l'equipament militar que fan servir en combat. L'ús d'un resquill de sílex com a punta de llança pels humans de l'edat de pedra fou el primer exemple d'aplicació de la tecnologia per millorar armes. Des d'aleshores, el progrés de les societats humanes ha anat de la mà amb els avenços en tecnologia armamentista. Les armes de pedra deixaren pas a les armes de l'edat del bronze i, més tard, les armes de l'edat de ferro. Cada canvi tecnològic conduïa a una millora tangible de la capacitat militar, per exemple, gràcies a la major eficàcia d'una punta més afilada per penetrar l'armadura de cuir, o per la major densitat dels materials utilitzats per fabricar armes.
A terra ferma, el primer avenç bèl·lic realment significatiu fou el desenvolupament de les armes de tir i, especialment, la fona. El següent avenç significatiu fou la domesticació del cavall i el domini de l'hípica.

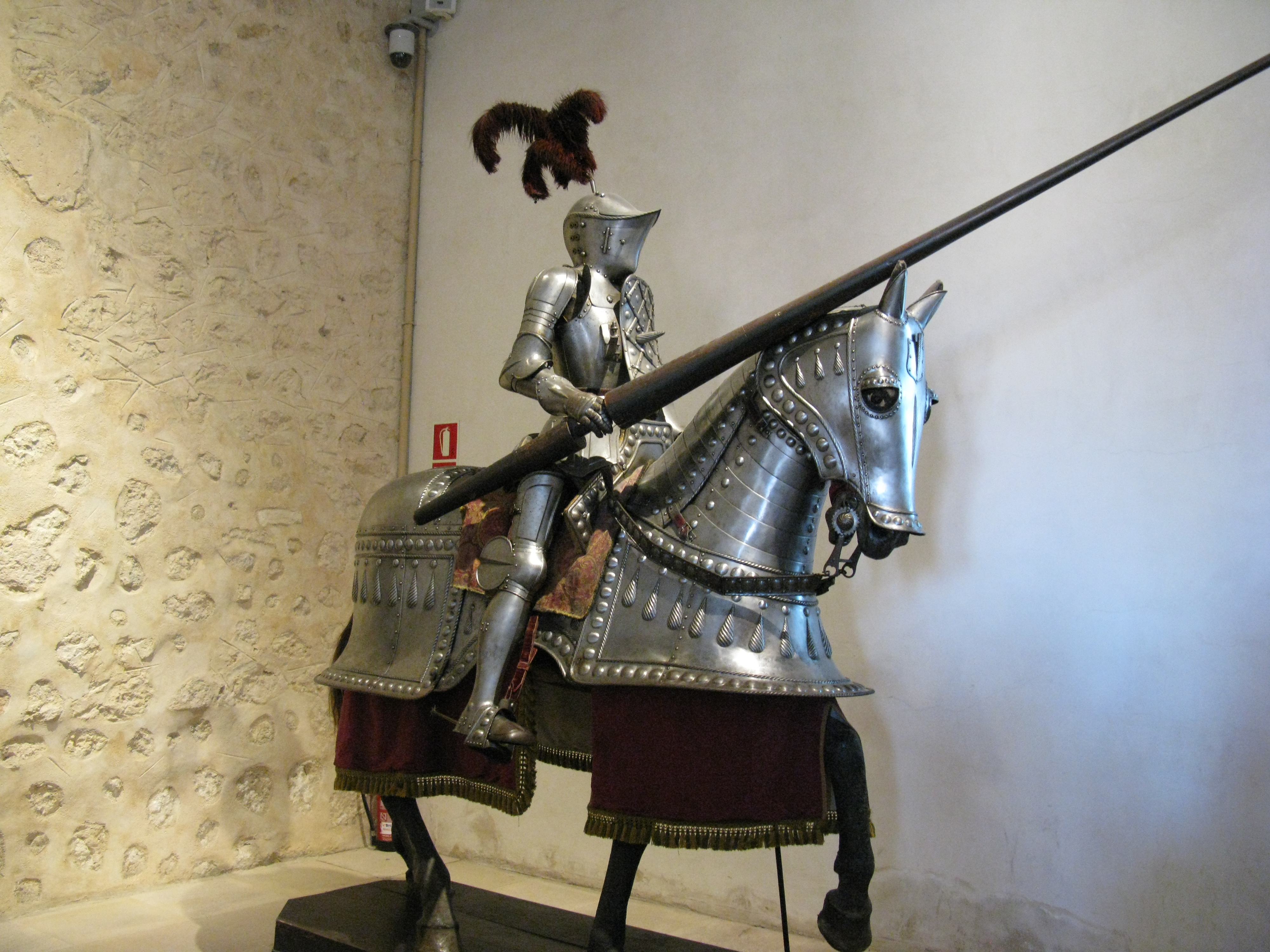
Recreació d'un cavaller amb armadura completa. La cavalleria va dominar el camp de batalla fins al desenvolupament de les armes de foc.

Es pot considerar que el principal invent que afectà no només els exèrcits, sinó tota la societat, després de l'adopció del foc, fou la roda, que es feu servir per construir carros de guerra. El proper avenç en tecnologia militar fou quan els grecs, egipcis, romans, perses, xinesos i altres civilitzacions desenvoluparen la maquinària de setge basant-se en l'acció del braç d'un foner. Els arcs es fabricaven en versions cada vegada més grosses i potents per augmentar tant l'abast de l'arma com la seva capacitat de penetrar l'armadura. Evolucionaren en els potents arcs compostos, arcs recorbats i ballestes de l'antiga Xina. Resultaren ser particularment útils durant l'edat de la cavalleria, quan els cavallers, protegits per armadures cada vegada més avançades, s'erigiren en les figures clau dels camps de batalla.
Una mica abans, a la Xina medieval, la pólvora havia estat inventada i va ser utilitzada cada vegada més pels militars en combat. L'ús de la pólvora als morters primitius dels gots, i versions avançades del arc llarg i de la creueta, que tots tenien puntes de fletxa perforants, que van acabar amb el domini del cavaller blindat. Després del llarg arc, que requeria una gran habilitat i força per utilitzar-lo, el següent avenç tecnològic més significatiu va ser el mosquet, que es podia utilitzar de manera eficaç, amb poc entrenament. Amb el temps, els successors de mosquetons i canons, en forma de fusells i artilleria, es convertirien en el camp bàsic de la batalla.
A mesura que la velocitat dels avenços tecnològics es va accelerar en aplicacions civils, també la guerra es va tornar més industrialitzada. La metralladora recentment inventada i el fusell repetit va redefinir la potència de foc sobre el camp de batalla i, en part, explica les elevades taxes de baixes de la guerra civil nord-americana. El següent avanç va ser la conversió de parcs d'artilleria des de les pistoles de càrrega del musell, fins a la càrrega més ràpida de canons de càrrega de culata amb canó de reculada que permetien un foc més ràpid i un escut. La introducció generalitzada de pols propulsor de baix fum (sense fum) des de la dècada de 1880 també va permetre una gran millora dels rangs d'artilleria.
El desenvolupament de la càrrega de culata va tenir el major efecte en la guerra naval, per primera vegada des de l'edat mitjana, modificant la forma en què les armes es munten en vaixells de guerra i, per tant, tàctiques navals, ara separades de les dependències de les veles amb la invenció de la combustió interna. Un nou avanç en la tecnologia naval militar va ser el disseny del submarí, i la seva arma, el torpede.
Els tancs de batalla principals i altres equips pesats, com ara vehicles de combat blindats, avions militars i vaixells, són característics de les forces militars organitzades.
Durant la Primera Guerra Mundial, la necessitat de trencar el punt mort de la guerra de trinxeres va suposar el ràpid desenvolupament de moltes noves tecnologies, especialment els tancs. L'aviació militar va ser àmpliament utilitzada, i els bombarders es van fer decisius en moltes batalles de la Segona Guerra Mundial, que van marcar el període més frenètic del desenvolupament d'armes de la història. En el combat es van utilitzar molts dissenys i conceptes nous i es van millorar totes les tecnologies de guerra existents entre 1939 i 1945.
Durant la guerra, es van fer avenços significatius en les comunicacions militars a través d'un major ús de la ràdio, la intel·ligència militar a través de l'ús del radar i en la medicina militar a través de l'ús de la penicil·lina, mentre que a l'aire es van veure els míssils guiats, avions a reacció i helicòpters, per primera vegada. Potser la més famosa de totes les tecnologies militars va ser la creació de la bomba atòmica, encara que els efectes exactes de la seva radiació eren desconeguts fins a principis dels anys cinquanta. Un ús molt més gran dels vehicles militars havia eliminat finalment la cavalleria de l'estructura de la força militar.
Després de la Segona Guerra Mundial, amb l'inici de la Guerra Freda, es va institucionalitzar el constant desenvolupament tecnològic de noves armes, ja que els participants participaven en una constant cursa d'armes en desenvolupament de capacitats. Aquest constant estat de desenvolupament d'armes continua fins al present i continua sent un desguàs constant sobre els recursos nacionals, que alguns culpen al complex militar-industrial.
Els desenvolupaments tecnològics més significatius que van influir en el combat han estat els míssils guiats, que poden ser utilitzats per totes les branques dels serveis armats. Més recentment, les tecnologies de la informació i el seu ús en la vigilància, inclosos els sistemes de reconeixement basats en l'espai, han tingut un paper creixent en les operacions militars.
L'impacte de la guerra d'informació que se centra en l'atac als sistemes de comunicació de comandaments i les bases de dades militars, s'ha unit al nou desenvolupament de la tecnologia militar, ha estat l'ús de sistemes robòtics en combat intel·ligent, tant en aplicacions de maquinari com de programari.
Des de l'inici del segle xxi, també hi ha hagut un enfocament especial en l'ús d'energies renovables per a l'execució de vehicles militars. A diferència dels combustibles fòssils, es poden produir combustibles renovables a qualsevol país, creant un avantatge estratègic. L'armada dels Estats Units ja s'ha compromès a tenir el 50% del seu consum d'energia procedent de fonts alternatives.

## Ciència
Com que la majoria de conceptes, mètodes i sistemes que fan servir els exèrcits no es troben en l'àmbit comercial, gran part del material és investigat, dissenyat, desenvolupat i ofert per a la seva inclusió en arsenals per entitats de ciència militar integrades en l'estructura general dels exèrcits. Així doncs, els científics militars interaccionen amb totes les branques i tots els serveis dels exèrcits, a gairebé tots els nivells de la jerarquia militar.
Encara que també incorpora la recerca en psicologia militar, especialment en l'estrès en el combat i com afecta la moral de les tropes, sovint la majoria del treball d'investigació de la ciència militar es concentra en la tecnologia relativa a la intel·ligència militar, les comunicacions militars i les millores de la capacitat militar a través de la recerca. El disseny, desenvolupament i prototipatge d'armes, material de suport militar i la tecnologia militar en general també reben molts recursos. Aquest àmbit té un abast molt ampli que va des de les xarxes de comunicació globals fins als portaavions, passant per la pintura i els aliments.

## Economia

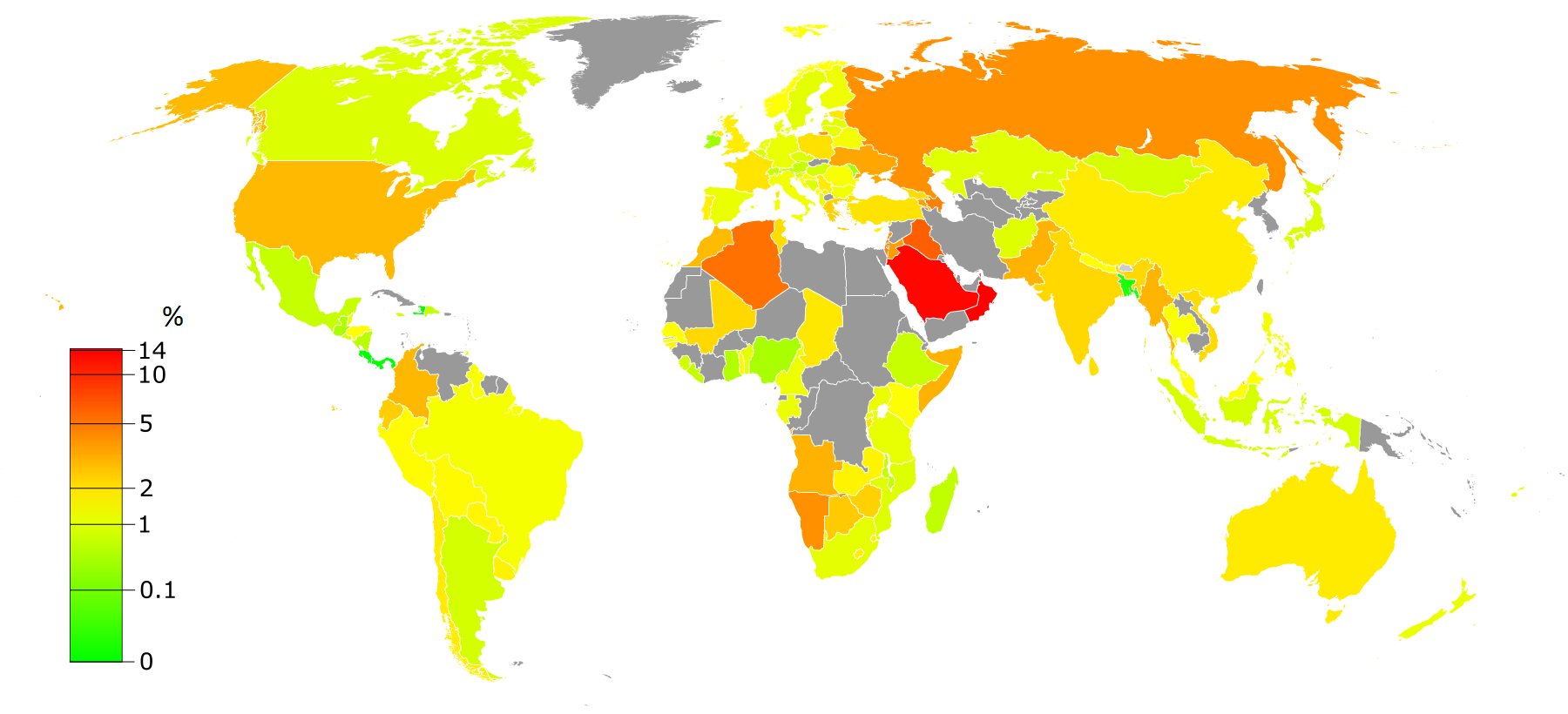
Mapa de països per despesa militar en percentatge del PIB, 2015.

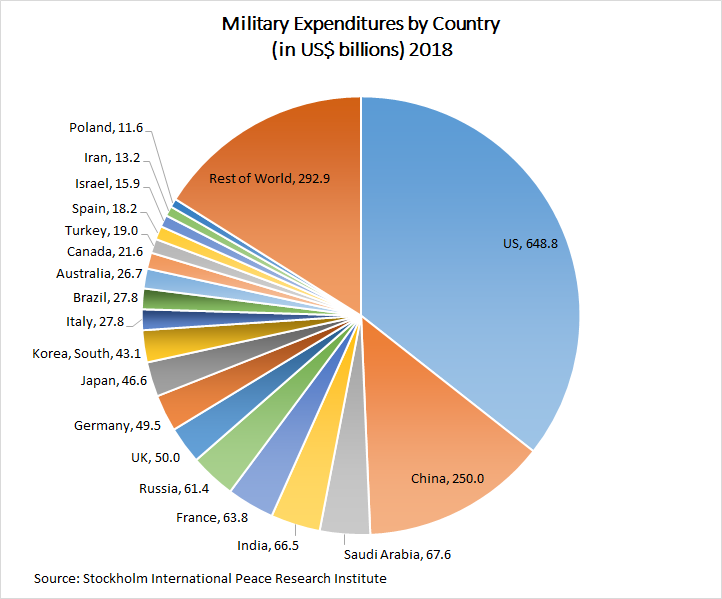
Gràfic que mostra la despesa militar global per país l'any 2018, en milers de milions de USD, segons l'Institut Internacional d'Estudis per a la Pau d'Estocolm (SIPRI)

Mapa de països per despesa militar en dòlars, 2014.

L'economia de la defensa és la branca de l'economia que estudia les polítiques financeres i monetàries que es duen a terme per dotar els exèrcits dels recursos que necessiten i finançar les operacions militars, incloent-hi els conflictes bèl·lics.
El procés d'assignació de recursos consisteix en la creació d'un pressupost militar que posteriorment és administrat per l'organisme responsable de gestionar les finances dins l'exèrcit. Seguidament, el departament d'adquisicions militars rep llum verda per comprar o contractar el proveïment de béns o serveis a l'exèrcit, sia en una base permanent en temps de pau o tancant acords amb la població local a les zones de combat.

## Mesura de la força militar
El desenvolupament de la capacitat militar, sovint anomenada 'força' militar, és una de les mesures més controvertides, ja que suposa determinar: els requeriments de capacitat estratègica, operacional i tàctica per tal de fer front a les amenaces identificades; les doctrines estratègiques, operacionals i tàctiques segons les quals s'utilitzaran les capacitats adquirides; identificar conceptes, mètodes i sistemes implicats en l'execució de les doctrines; crear especificacions de disseny per als fabricants que produiran el material militar amb la quantitat i qualitat desitjades per al seu ús en combat; comprar els conceptes, mètodes i sistemes; crear una estructura de forces que utilitzi de manera efectiva i eficient els conceptes, mètodes i sistemes; integrar els conceptes, mètodes i sistemes en l'estructura de les forces, tot proporcionant instrucció militar i exercicis, que idealment han de reproduir les situacions reals de combat; crear uns sistemes de logística militar que permeti l'actuació continuada i ininterrompuda de les organitzacions militars en condicions de combat, inclosos els serveis mèdics al personal i el manteniment dels equips; i finalment, la desmobilització després dels conflictes armats, així com la destrucció del material excedent en temps de pau.
El desenvolupament de la doctrina militar és, potser, la més important de totes les activitat del desenvolupament de la capacitat militar, ja que determina com s'utilitzaven i s'utilitzen les forces militars, els conceptes i mètodes emprats pels comandaments per tal d'emprar apropiadament el personal capacitat, armat i equipat, amb la finalitat d'aconseguir els objectius tangibles de la guerra, campanya, batalla, acció o duel. Aquesta línia entre l'estratègia i la tàctica no és ben definida, de vegades, i sovint depèn de cada persona, comentarista o historiador si s'està parlant d'una o de l'altra. L'ús de les forces a un nivell d'organització entre l'estratègia i la tàctica s'anomena mobilitat operacional.
Històricament hi ha hagut diversos intents per crear un índex que mesuri la força militar: aquest és un exemple pres d'un informe de Credit Suisse el mes de setembre de 2015. Els factors considerats per a aquest indicador de força militar i els seus pesos són: nombre de personal actiu en les forcs armades (5%), tancs (10%), helicòpters d'atac (15%), aeronaus (20%), portaavions (25%) i submarines (25%). No fou possible fer una estimació del grau d'entrenament real de les formes armades. Els resultats foren aquests:
| Indicador de força militar | Indicador de força militar | Indicador de força militar | Indicador de força militar            | Indicador de força militar | Indicador de força militar | Indicador de força militar | Indicador de força militar | Indicador de força militar | Indicador de força militar |
| Classificació general | País                       | Puntuació de força militar | Personal militar en actiu (en milers) | Tancs                      | Aeronaus militars          | Helicòpters d'atac         | Portaavions                | Submarins                  |                            |
| --- | -------------------------- | -------------------------- | ------------------------------------- | -------------------------- | -------------------------- | -------------------------- | -------------------------- | -------------------------- | -------------------------- |
| 1 | Estats Units               | 0,94                       | 0,90                                  | 0,86                       | 0,95                       | 0,95                       | 0,95                       | 0,95                       |                            |
| 2 | Rússia                     | 0,80                       | 0,81                                  | 0,95                       | 0,90                       | 0,90                       | 0,52                       | 0,86                       |                            |
| 3 | Xina                       | 0,79                       | 0,95                                  | 0,90                       | 0,86                       | 0,86                       | 0,52                       | 0,90                       |                            |
| 4 | Japó                       | 0,72                       | 0,38                                  | 0,38                       | 0,76                       | 0,81                       | 0,76                       | 0,81                       |                            |
| 5 | Índia                      | 0,69                       | 0,86                                  | 0,81                       | 0,81                       | 0,19                       | 0,76                       | 0,76                       |                            |
| 6 | França                     | 0,61                       | 0,33                                  | 0,24                       | 0,67                       | 0,43                       | 0,90                       | 0,57                       |                            |
| 7 | Corea del Sud              | 0,52                       | 0,76                                  | 0,57                       | 0,71                       | 0,71                       | 0,05                       | 0,67                       |                            |
| 8 | Itàlia                     | 0,52                       | 0,52                                  | 0,33                       | 0,38                       | 0,57                       | 0,76                       | 0,43                       |                            |
| 9 | Regne Unit                 | 0,50                       | 0,19                                  | 0,14                       | 0,52                       | 0,67                       | 0,52                       | 0,57                       |                            |
| 10 | Turquia                    | 0,47                       | 0,57                                  | 0,67                       | 0,57                       | 0,57                       | 0,05                       | 0,67                       |                            |
| 11 | Pakistan                   | 0,41                       | 0,71                                  | 0,62                       | 0,48                       | 0,48                       | 0,05                       | 0,52                       |                            |
| 12 | Egipte                     | 0,34                       | 0,62                                  | 0,76                       | 0,62                       | 0,38                       | 0,05                       | 0,14                       |                            |
| 13 | Taiwan                     | 0,32                       | 0,43                                  | 0,52                       | 0,43                       | 0,76                       | 0,05                       | 0,14                       |                            |
| 14 | Israel                     | 0,32                       | 0,24                                  | 0,71                       | 0,33                       | 0,48                       | 0,05                       | 0,33                       |                            |
| 15 | Austràlia                  | 0,30                       | 0,05                                  | 0,05                       | 0,10                       | 0,24                       | 0,52                       | 0,43                       |                            |
| 16 | Tailàndia                  | 0,28                       | 0,48                                  | 0,43                       | 0,24                       | 0,14                       | 0,52                       | 0,05                       |                            |
| 17 | Polònia                    | 0,23                       | 0,14                                  | 0,48                       | 0,19                       | 0,29                       | 0,05                       | 0,33                       |                            |
| 18 | Alemanya                   | 0,19                       | 0,29                                  | 0,19                       | 0,29                       | 0,33                       | 0,05                       | 0,14                       |                            |
| 19 | Indonèsia                  | 0,12                       | 0,67                                  | 0,29                       | 0,05                       | 0,10                       | 0,05                       | 0,10                       |                            |
| 20 | Canadà                     | 0,10                       | 0,10                                  | 0,10                       | 0,14                       | 0,05                       | 0,05                       | 0,14                       |                            |
| Els sis elements considerats, juntament amb els seus pesos, són: personal militar en actiu (5%), tancs (10%), helicòpters d'atac (15%), aeronaus militars (20%), portaavions (25%) i submarins (25%). |                            |                            |                                       |                            |                            |                            |                            |                            |                            |
| |                            |                            |                                       |                            |                            |                            |                            |                            |                            |
| Font: Figura 56, Pàgina 41, Credit Suisse Setembre 2015 |                            |                            |                                       |                            |                            |                            |                            |                            |                            |

## Logística

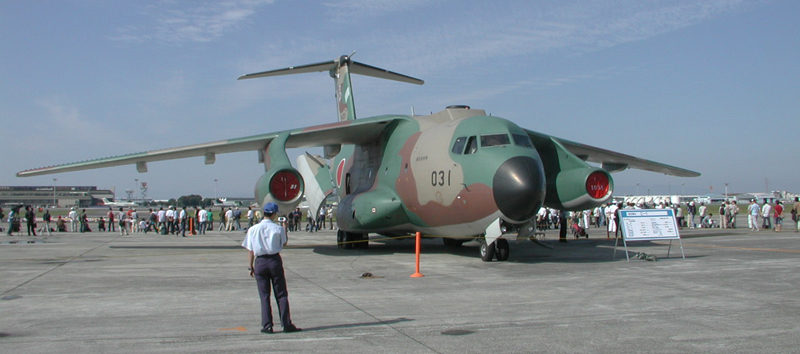
El Kawasaki C-1 és un transport militar tàctic de les forces militars japoneses

La simple possessió de capacitat militar no és suficient si aquesta capacitat no es pot desplegar o no es pot utilitzar el operacions de combat. Per tal d'aconseguir-ho, s'utilitza la logística militar per gestionar i planificar la logística de les forces armades, la seva gestió de la cadena de subministrament, els consumibles i l'equipament de les tropes.
Encara que el seu focus principal és el transport militar, com un mitjà de distribució emprant diferents modalitats de transport (de camions militars a portacontenidors que operen des d'una base militar permanent), també s'encarrega de crear dipòsits de subministraments a la rereguarda de la zona de combat, i fins i tot avançar aquests subministraments en casos específics.
Hom utilitza aquests punts de subministrament per proporcionar serveis d'enginyeria militar, com la recuperació de vehicles i armes defectuosos o destruïts, el manteniment de les armes en el camp de batalla, la reparació i modificació d'armes i demés equipament en el front, i en temps de pau, l'extensió de la vida útil de l'equipament, per permetre'n l'ús continuat. Un dels papers més importants de la logística és el subministrament de municions com a tipus primari de consumible, el seu emmagatzematge, i la seva desactivació.

## Operacions
Mentre que el desenvolupament de les capacitats permet als militars complir les seves funcions i rols en l'execució de la política de defensa, la manera d'utilitzar el personal i els seus equips per involucrar a l'enemic, guanyar batalles, concloure amb èxit campanyes i, finalment, guanyar la guerra, és responsabilitat de les operacions militars. Les operacions militars parteixen de la interpretació de polítiques que deriven en plans militars, l'assignació de capacitats a objectius estratègics, operatius i tàctiques específiques, el canvi de postura de les forces armades, la interacció de les armes de combat, les armes de suport al combat i els serveis de suport al combat durant les operacions. la definició de missions i tasques militars durant la realització del combat, la gestió dels presos militars i els afers civils militars, i l'ocupació militar del territori enemic, la confiscació d'equips capturats i el manteniment de l'ordre civil al territori sota la seva responsabilitat. Durant el procés d'operacions militars i durant els períodes de calma, la intel·ligència militar de combat proporciona informació sobre l'estat de la finalització del pla i la seva correlació amb la satisfacció desitjada, esperada i assolida del compliment de les polítiques.

## Estats sense exèrcit
Per diferents raons, alguns estats manquen d'exèrcit permanent, i es limiten a tenir una força de policia amb armes lleugeres que, en cas necessari, pot augmentar-se amb armes pesants. Un d'aquests estats és Costa Rica, que per evitar els intents colpistes que han caracteritzat l'istme centreamericà el va abolir totalment el 1948. A Haití, els tres exèrcits han estat desmobilitzats, encara que constitucionalment, i sobre el paper, encara existeixen. Al contrari del que sovint es pensa, Suïssa sí que té un exèrcit permanent.

## Crítiques

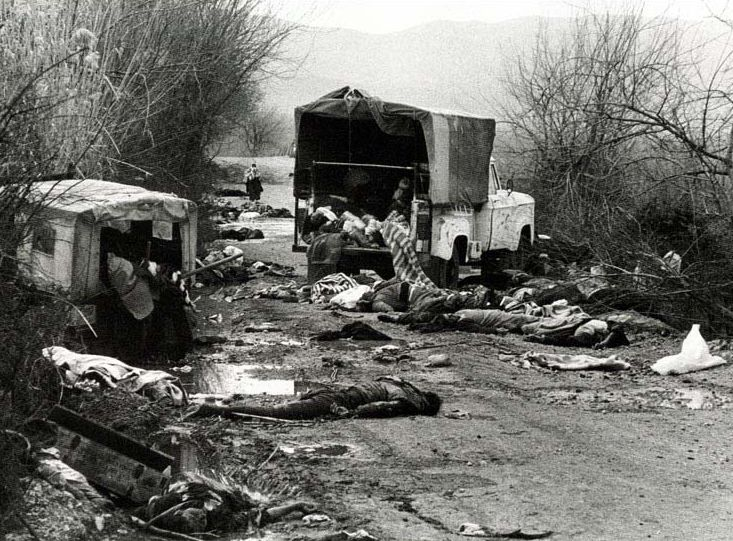
Massacre de civils iranians per part de tropes iraquianes a l'inici de la guerra Iran-Iraq

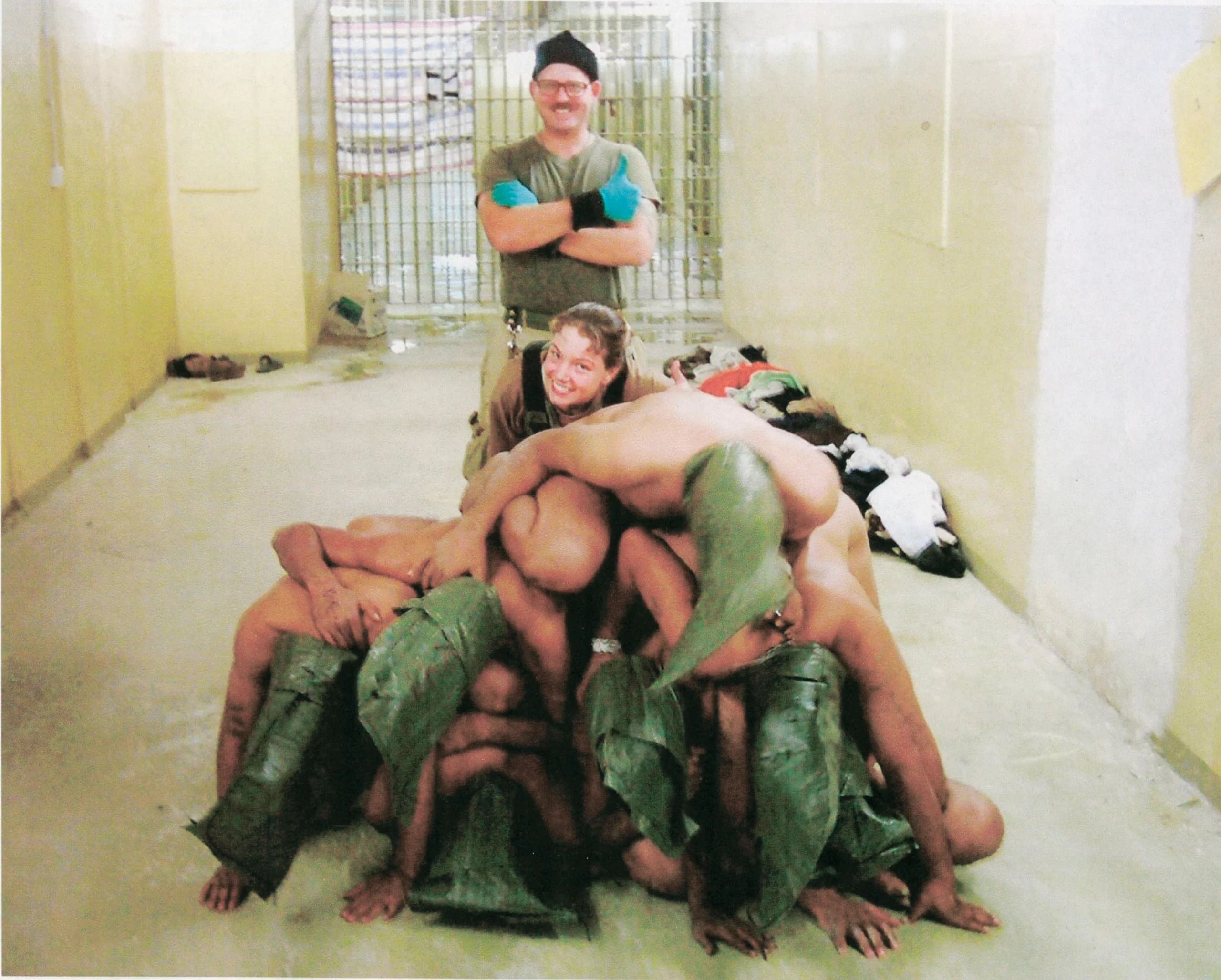
Els militars estatunidencs Charles Graner i Sabrina Harman amb presos maltractats durant l'escàndol d'Abu-Ghraib

En alguns països, com Alemanya o els Estats Units, els exèrcits tenen un gran reconeixement popular, però també són àmpliament criticats per moviments pacifistes, que consideren que els exèrcits promouen l'assassinat de persones, i que la guerra i la destruccions són moralment reprobables. Els moviments pacifistes busquen substituir les forces armades per les accions diplomàtiques a l'hora de resoldre conflictes.
A causa del rearmament creixent (especialment durant la cursa armamentista que es donà a la Guerra Freda), es creu que el desenvolupament tècnic militar ha traspassat una frontera, que consisteix en el fet que una guerra entre dues superpotències portaria, de fet, a una guerra mundial, ja que el poder de les armes de destrucció massiva és immens. És per això que alguns països han signat tractats multilaterals com el Tractat de No Proliferació Nuclear o acords de desarmament com el START I, el Tractat INF o el Tractat de las Forces Armades Convencionals en Europa, amb l'objectiu de mitigar parcialment aquesta amenaça. Altres tractats remarcables són el Tractat d'Ottawa, la Convenció sobre Armes Químiques o el Tractat sobre Míssils Antibalístics.
A nivell internacional, les forces armades estan subjectes a acords internacionals que busquen regular i prevenir els conflictes armats. Hom pot destacar les Conferències de la Haia de 1899 i 1907 i les Convencions de Ginebra. Segons l'article 2 (4) de la Carta de les Nacions Unides, existeix una prohibició general de l'ús de la força que només té com a excepció la defensa legítima d'una resolució del Consell de Seguretat de les Nacions Unides.